# Волго-Уральська антекліза
Волго-Уральська антекліза — одна з найбільших структурних форм першого порядку довжиною понад 1000 км, на півдні вона змикається з Прикаспійською синеклізою, на заході відокремлюється від Воронезької антеклізи Ломовсько-Цимлянським мегапрогибом.
Впродовж всього новітнього етапу антекліза характеризується нестійким тектонічним режимом, зберігаючи тенденцію до здіймання.
Антекліза розбита системою регіональних розломів, в її межах виділяють: Токмовське, Татарське, Жигулівсько-Пугачевське склепіння, Присаратовський мегавал, Мелекесська і Бузулуцька западини. Найбільшими розломами є Жигулівський і Волзький.

## Токмовське склепіння
Займає просторі терени в південно-західній частині Волго-Уральської антеклізи. З розломами його східного схилу пов'язана утворення в осадових відкладеннях низки височин. Це склепіння ускладнене структурами третього порядку: Сурсько-Мокшинським, Присурським, Связьким, Борлінським валами, Верхньосурським прогином і деякими депресіями.

## Татарське склепіння
Розташоване на крайньому північному сході території, заходить в її межі своїм південним схилом. На заході склепіння межує з Мелекеською, а на півдні — з Бузулукською западинами. У сучасному рельєфі склепіння виражене денудаційною рівниною олігоценового віку. В межах склепіння виділені новітні структурні форми третього порядку: Елховсько-Боровський, Сєрноводсько-Шунгутський і Байтуганський вали.

## Жигулівсько-Пугачевське склепіння
Є новітньою структурною формою другого порядку. На півночі по Жигулівському розлому межує з Мелекеською, а на сході — з Бузулуцькою западинами. На півдні його межа проходить по зоні зчленовування Волго-Уральської антеклізи з Прикаспійською синеклізою. На заході Приволзьким прогинанням склепіння розділяється на дві частини. Східна частина розташована в межах Самари і Саратовського Заволжжя, західна — на теренах Саратовського Правобережжя. В межах Жигулівсько-Пугачевського склепіння виділяється Жигулівський, Обшаровський, Безенчуцький, Красноармійський, Хворостянський вали і Приволзьке прогинання.

## Присаратовський мегавал
Розташований на перетині Рязано-Саратовського прогинання і Ульяновсько-Саратовської синеклізи. Ця структура витягнута в північно — східному напрямі. Мегавал об'єднує Саратовську групу структур третього порядку і є кільцеподібно замкнутою системою валів. Амплітуда руху в межах мегавала змінюється від 300 до 850 м. Присаратовський мегавал ускладнений структурами третього порядку: Елшано-Сергійовським, Слепцово-Орлинським, Радищевсько-Тепловським, Карабулацьким валами і Корсаковською депресією.

## Мелекеська западина
Розташована в межах низовинного Заволжжя на теренах Ульяновської, Самарської областей і Татарстану. У Пензенську область заходить своїм південно-західним краєм, яке виражене двома прогинаннями: Евлашським і Неверкинським. У Самарському Поволжі представлена Ставропольською депресією.

## Бузулукська западина
Розташована на південному сході Самарської області. Як негативна структура формувалася впродовж пізнього палеозою і другої половини мезозою. З початку новітнього етапу тут продовжувалося повільне прогинання. У сучасну епоху територія зазнає підйомні рухи. В межах западини виділяються структурні форми третього порядку: Кинель-Черкаський, Алексєєвський, Кутулуцький і Орехово-Мокшинський вали.

## Жигулівський розлом
Він розділяє Жігулівсько-Пугачевське склепіння і Ставропольську депресію і протягується уздовж північної межі склепіння на 200 км. Уздовж нього впродовж тривалого геологічного часу безперервно — переривисто відбувалися вертикальні переміщення земної кори. Загальна величина вертикального підйому цієї ділянки щодо суміжної з ним Ставропольської депресії становить 800—850 м.
Східна частина Самарської Луки ускладнена дрібними розломами, поперечними до осьової лінії жигулівського валу. Ці розломи, що виявилися в новітній час, трасуються глибокими ярами і сильною тріщинуватістю кам'яновугільних і пермських порід.

## Волзький розлом
Він обмежує Приволзьку депресію із заходу і визначає загальний напрям долини р. Волги на південь від Жигулів. Є наочним прикладом прояву неотектоніки в рисах річкової мережі. Прямолінійні відрізки Волги на ділянці від сел. Приволзького до м. Маркса свідчать про проходження її уздовж розлому. На зв'язок річкової долини з розломами указують різкі повороти у напрямі річки під кутом 90° у м. Балаково і м. Маркса.